# Amtsgericht Bottrop

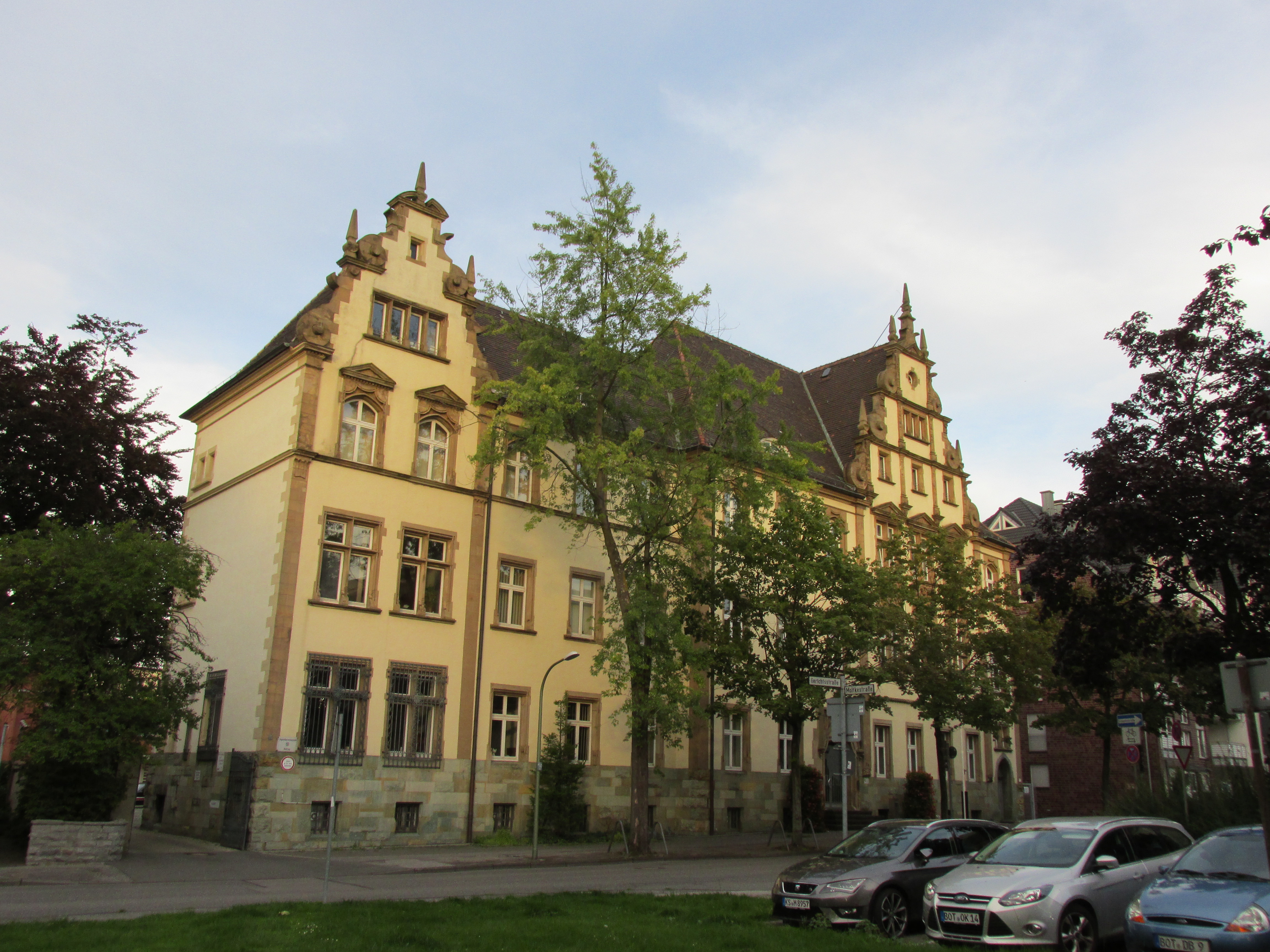
Gebäude des Amtsgerichts Bottrop

Bottrop ist Sitz des Amtsgerichts Bottrop, das für die nordrhein-westfälische Stadt Bottrop zuständig ist. In dem 101 km² großen Gerichtsbezirk leben rund 119.000 Menschen.

## Übergeordnete Gerichte
Das dem Amtsgericht Bottrop übergeordnete Landgericht ist das Landgericht Essen, das wiederum dem Oberlandesgericht Hamm untersteht.